# 長谷川哲也 (化学者)
長谷川 哲也（はせがわ てつや、1957年 - ）は、日本の化学者。東京大学教授。専門分野は固体化学。

## 経歴
- 1980年 - 東京大学理学部化学科卒業
- 1985年
  - 東京大学大学院理学系研究科化学専門課程博士課程修了
  - フロリダ大学博士研究員
- 1986年 - 東京大学工学部工業化学科助手
- 1991年 - 同講師
- 1996年 - 同助教授
- 1997年 - 東京工業大学応用セラミックス研究所助教授
- 2002年 - 東京工業大学フロンティア創造共同研究センター助教授
- 2003年 - 東京大学大学院理学系研究科化学専攻教授

## 研究
新規な電子機能を持つ酸化物薄膜・有機半導体エレクトロニクス・ナノ物性プローブの開発と局所電子物性解析など。

## 受賞
- 1988年 - Pergamon/Spectrochim Acta Atomic Spectroscopy Award
- 1991年 - 応用物理学会賞B
- 1994年 - 日産科学賞（内田慎一らとともに）
- 2002年 - 超伝導科学技術賞